# Anephopteryx designella
Anephopteryx designella är en fjärilsart som beskrevs av Hans Georg Amsel 1955. Anephopteryx designella ingår i släktet Anephopteryx och familjen mott. Inga underarter finns listade i Catalogue of Life.